# 国营浩特陶海农牧场
国营浩特陶海农牧场，是中国内蒙古自治区呼伦贝尔市陈巴尔虎旗下辖的一个乡镇级行政单位。

## 行政区划
国营浩特陶海农牧场共辖以下地区：
场部、第一生产队、第二生产队、第三生产队、第四生产队、第五生产队、第六生产队、那吉分场。